# Marie-Laure Brunetová
Marie-Laure Brunetová, nepřechýleně Marie-Laure Brunet (* 20. listopadu 1988, Lannemezan, Francie), je francouzská biatlonistka, několikanásobná medailistka z mistrovství světa a zimních olympijských her. Na mistrovství světa 2009 v Pchjongčchangu získala s reprezentačními kolegy zlatou medaili ve smíšené štafetě a bronzovou medaili v ženské štafetě. Na mistrovství světa 2011 v Chanty-Mansijsku se zasloužila o zisk stříbrné medaile pro ženskou štafetu a bronzové medaile pro smíšenou štafetu. V indidividuálních závodech na mistrovství světa se prosadila v roce 2012 v Ruhpoldingu, kde získala stříbrné medaile ve vytrvalostním závodě, závodě s hromadným startem a také v ženské štafetě. Se smíšenou štafetou přidala další stříbrnou medaili na mistrovství světa 2013 v Novém Městě na Moravě. Mezi její další úspěchy patří zisk bronzové medaile ve stíhacím závodě a zisk stříbrné medaile v ženském štafetovém závodě na Zimních olympijských hrách 2010 ve Vancouveru.

## Vítězství v závodech SP

### Kolektivní
| Datum:         | Místo:                | Disciplína: |
| 21. ledna 2012 | Rasen-Antholz, Itálie | Štafeta     |